# Giacomo Lamberti
Pour les articles homonymes, voir Lamberti.
Giacomo, comte Lamberti (francisé en « Jacques-Louis », né à Reggio d'Émilie en 1758 et mort à la fin de 1815) est un helléniste, poète et homme politique italien des XVIIIe et XIXe siècles.

## Biographie
Lamberti naquit en 1758, à Reggio, en Italie, où il fit ses premières études. Ses parents le destinant au barreau, il apprit la jurisprudence : mais un penchant décidé le porta vers la littérature ancienne, dans laquelle il fit des progrès rapides. Le nonce du pape à Bologne le prit pour secrétaire, mais il quitta bientôt cet emploi, se lia avec le célèbre Ennius Quirinus Visconti, qui lui procura la connaissance et la protection du prince Borghèse, et publia en deux volumes la description des statues et sculptures qui ornaient la villa de ce nom : Visconti y ajouta des notes savantes.
En 1796, lorsque l'armée française entra victorieuse en Italie, Lamberti se prononça en faveur de la liberté de sa patrie, contribua à la création de la République cisalpine, et fut nommé membre du Grand Conseil, où il proposa et fit décréter, au mois de mars 1797, l'abolition de toutes les distinctions nobiliaires et la suppression des symboles monarchiques.
En avril 1798, il combattit et fit rejeter la singulière proposition de son collègue Giuseppe Compagnoni, qui voulait permettre la polygamie chez les Italiens. L'idée était bizarre, mais elle pouvait le paraître moins en Italie, où les femmes ont longtemps joui du privilège d'avoir, outre leur mari, un sigisbée. Pourquoi les maris ne seraient-ils point autorisés à jouir d'une semblable compensation ? « Les Chinois, au dire de M.  Abel Rémusat, ne sont heureux qu'avec deux femmes, qui elles-mêmes regardent comme le suprême bonheur de faire les délices d'un seul mari. »
Au mois de mai de la même année, le général Brune, qui exerçait alors une espèce de dictature, nomma Lamberti membre du directoire cisalpin, à la place de Giovanni Paradisi qui fut forcé de donner sa démission. M. Trouvé, agent diplomatique du directoire exécutif de la première République française, maintint Lamberti dans sa charge.
C'est à cette époque que l'on trouve Lamberti membre du collège des docteurs de Crostolo.
Après le coup d'État du 18 brumaire an VIII (9 novembre 1799), il cessa de faire partie du gouvernement cisalpin, mais Napoléon Ier, étant devenu roi d'Italie (1805-1814), le nomma comte du Royaume (lettres patentes du 11 octobre 1810) et sénateur. Ce savant fut aussi nommé membre de l'Institut italien, professeur de belles-lettres au collège de Brera, et directeur de la bibliothèque publique du même nom.
En 1814, le sénat italien ayant été convoqué extraordinairement pour décider s'il convenait de demander aux puissances alliées le vice-roi, Eugène de Beauharnais, pour roi d'Italie, le comte Lamberti plaida avec chaleur en faveur de cette proposition, et se montra tout à fait dévoué aux intérêts du prince, dont il appréciait les talents et les vertus ; mais la populace de Milan, séduite par les agents de l'Autriche, fut au moment de massacrer le patriote italien Giuseppe Prina, lorsqu'il voulut la haranguer et lui faire entendre « les vrais intérêts de la patrie ». Les Milanais ne tardèrent pas à préférer le joug autrichien à la protection française.
Depuis ce temps, M. Lamberti vécut dans la retraite, jusqu'à sa mort à la fin de 1815.
Lamberti avait été membre et ancien président du collège des Dutti de Bologne, chevalier de la Légion d'honneur et de l'ordre de la Couronne de fer.

## Publications
- Poésie, en un petit volume, Parme, Bodoni. 1796 ;
- Sculture del palazzo della Villa Borghese della Pinciano brevemente descritte, Rome, 1796, 2 tomes in-8° ;
- Ode per la festa nationale del 1803, imprimée la même année avec les odes que Savioli et Monti firent pour la même fête, en l'honneur de Bonaparte ;
- Discorso sulle belle lettere, pour l'ouverture des classes, Milan, 1803, in-8° ;
- Ode in omaggio a Napoleone, Milan, 1808 ;
- Alessandro in Armoria, azione scenica per musica, per il ritorno dell'armaia italiana dalla guerra germanica, Milan, 1808, in-fol. ;
- Poésie di serittori greci, Brescia, 1808, in-8°, contient la traduction italienne des cantiques de Tyrtée, de l'Œdipe de Sophocle, et l'hymne d'Homère à Cérès ;
- Aggiunte alle Ossereaazioni della lingua italiana, raccolte dal P. Marcantonio Mambelli vulgarmente detto Il Cinonio : insérées dam les Classici itatiani, en 1809 ;
- L'Homère en grec, grand in fol., imprimé par le célèbre Badoni à Parme. C'est la plus belle édition du poète grec, la plus châtiée et plus correcte. Lamberti y a fait des corrections et des changements qui ont mérité l'approbation des plus savants critiques, et, entre autres, de Jean François Boissonade de Fontarabie dans le compte qu'il en rendît à l'Institut de France. L'illustre éditeur étant venu présenter un exemplaire de ce superbe ouvrage, imprimé sur vélin, à Napoléon Ier, en fut très bien accueilli, et l'empereur lui fit donner 13 000 francs de gratification ;
- Osservazioni sopra alcune lezioni della Iliade di Omero, Milan, 1813, in 8°.

Lamberti fut un des collaborateurs du Poligrafo (it), journal litteraire italien, de 1811 à 1812, et a laissé des manuscrits inédits contenant beaucoup d'additions au Dictionnaire de la Crusca, publié à Vérone, en 1806, par le P. Cesari. Il se distingue dans tous ses écrits par la pureté du goût, l'élégance du style, jointes à une saine critique et une grande érudition.

## Armoiries
| Figure | Blasonnement |
|        | Armes de comte du Royaume, Écartelé: au 1, des comtes sénateurs du Royaume ; au 2, d'azur à une cigogne d'argent ; au 3, de gueules à un mont de trois coupeaux d'argent mouvant de la pointe ; au 4, de sinople, à deux barres d'argent., |